# 별솜털속
별솜털속(Asterocladon)은 갈조류 속의 하나이다. 별솜털목(Asterocladales), 별솜털과(Asterocladaceae)의 유일속으로 별솜털(Asterocladon rhodochortonoides)을 포함하여 3종으로 이루어져 있다.

## 하위 종
- Asterocladon interjectum
- Asterocladon lobatum
- 별솜털 (Asterocladon rhodochortonoides)